# شهرستان راکلند (نیویورک)
شهرستان راکلند، نیویورک (به انگلیسی: Rockland County, New York) یک سکونتگاه مسکونی در ایالات متحده آمریکا است که در ایالت نیویورک واقع شده‌است.

## خصوصیات
شهرستان راکلند ۵۱۵٫۴۱ کیلومترمربع مساحت دارد.